# Ludweis
Ludweis ist eine Ortschaft und eine Katastralgemeinde der Marktgemeinde Ludweis-Aigen im Bezirk Waidhofen an der Thaya in Niederösterreich mit 183 Einwohnern (Stand 1. Jänner 2024).

## Geografie
Der Ort wird von der Landesstraße L60 erschlossen, die über den großzügig angelegten Marktplatz führt. Entwässert wird Ludweis über den Ludweiser Graben, einem rechten Zufluss des Seebsbaches. Am 1. April 2020 umfasste die Ortschaft 88 Adressen.

## Geschichte
Die Feste Ludwigs, offenkundig die Gründung eines Mannes namens Ludwig, deren Position aber nicht mehr lokalisiert werden kann, wurde mehrmals urkundlich erwähnt, etwa als um 1153/55 dem Stift Geras die Zehentrechte der Kapelle in „Ludwigs“ geschenkt wurden oder als 1353 die Kapelle außerhalb der Feste neu errichtet wurde. Rudolf IV. verlieh dem Ort 1363 das Marktrecht und Wolfgang von Hofkirchen vereinigte um 1600 seine Güter in Ludweis und Drösiedl und gab dabei die vermutlich bereits verfallende Feste Ludweis zugunsten von Schloss Drösiedl auf.
Nach der Zerstörung des Orts durch die Schwarze Armee von Matthias Corvinus im Jahr 1481/82 wurde dieser um einen Marktplatz neu angelegt. An dessen östlicher Seite kreuzen sich die Verkehrswege nach Drösiedl, Oedt an der Wild und Radessen. Am westlichen Ortsende befindet sich an der Straße nach Seebs die nach Franz Rabl benannte Franz-Rabl-Siedlung und der Kaiser Franz Joseph Jubiläumspark, der 1908 zum 60-jährigen Regierungsjubiläum des Kaisers angelegt und zuletzt 2005 renoviert wurde.
Laut Adressbuch von Österreich waren im Jahr 1938 in der Marktgemeinde Ludweis ein Arzt, ein Tierarzt, ein Bäcker, zwei Fleischer, vier Gastwirte, drei Gemischtwarenhändler, ein Landesproduktehändler, ein Mechaniker, ein Schlosser, ein Schmied, ein Schneider und eine Schneiderin, zwei Schuster, zwei Trafikanten, zwei Tischler, ein Viehhändler, ein Wagner und einige Landwirte ansässig. Im Zuge der Niederösterreichischen Kommunalstrukturverbesserung konstituierten sich die damaligen Gemeinden Ludweis und Aigen per 1. Jänner 1972 zur Marktgemeinde Ludweis-Aigen.